# Sury-aux-Bois
Sury-aux-Bois é uma comuna francesa na região administrativa do Centro, no departamento Loiret. Estende-se por uma área de 39,36 km². Em 2010 a comuna tinha 814 habitantes (densidade: 20,7 hab./km²).